# 效应的层次模型
效应的层次模型属于广告效果模型，主要成分有三个：
- 感知成分（cognitive），对应于“学”（learn）

1. 关注
2. 意识
3. 理解
4. 学习

- 感情成分（affective），对应于“感觉”（feel）

1. 兴趣
2. 评价
3. 态度
4. 感觉
5. 信服

- 意动成分（conative），对应于“做”（do）

1. 行为意图
2. 行为
3. 动作